# Раздымалин, Иван Фёдорович
Иван Фёдорович Раздымалин — советский хозяйственный, государственный и политический деятель, член-корреспондент РАО.

## Биография
Родился в 1924 году в селе Костенки. Член КПСС.
Участник Великой Отечественной войны, командир отделения 45-го отдельного пулемётно-артиллерийского батальона. С 1948 года — на хозяйственной, общественной и политической работе. В 1948—2000 гг. — учитель, директор, бригадир ученической производственной бригады средней школы в селе Костенки Хохольского района, старший научный сотрудник Научно-исследовательского института Академии педагогических наук, профессор кафедры теории и методики технологии и профессионального образования Воронежского областного института повышения квалификации и переподготовки работников образования.
Почётный гражданин Воронежской области.
Умер в Воронеже в 2016 году.